# Anthony Braxton
Anthony Braxton (Chicago, 4 de junio de 1945) es un compositor, saxofonista, clarinetista, flautista, pianista y filósofo. 
Su obra es amplia y compleja, aunque no muy conocida entre el gran público. Braxton es uno de los más prolíficos compositores de música de los Estados Unidos, habiendo publicado más de 200 discos. Entre la gran cantidad de instrumentos que utiliza en sus composiciones, destacan la flauta, el saxofón (sopranino, soprano, alto en MI♭, mezzosoprano en FA, melódico en DO, barítono, bajo y contrabajo) y el clarinete (soprano en SI♭, alto en MI♭ y contrabajo en SI♭).

## Discografía
Hasta el año 2006, Anthony Braxton ha publicado más de 200 álbumes bajo su nombre.

### Años 1960
- 1968 Three Compositions of New Jazz
- 1968 For Alto
- 1969 Anthony Braxton [Affinity]
- 1969 The 8th of July 1969 con Gunter Hampel [Birth Records]

### Años 1970
- 1971 Récital Paris 1971 [live] [Futura]
- 1971 Together Alone
- 1971 Circle: Paris Concert [en vivo]
- 1972 Saxophone Improvisations, Series F (America)
- 1972 Town Hall (1972) [live] (con Jeanne Lee)
- 1974 In the Tradition, Vol. 1
- 1974 In the Tradition, Vol. 2
- 1974 Quartet Live at Moers New Jazz Festival
- 1974 Duo, Vols. 1 and 2
- 1974 First Duo Concert [en vivo]
- 1974 Trio and Duet Sackville
- 1974 New York, Fall 1974
- 1974 Live at Wigmore
- 1975 Five Pieces (1975)
- 1975 Anthony Braxton Live
- 1975 The Montreux/Berlin Concerts [en vivo]
- 1975 Live
- 1976 Creative Orchestra Music (1976)
- 1976 Elements of Surprise: Braxton/Lewis Duo
- 1976 Duets (1976)
- 1976 Donaueschingen (Duo) 1976
- 1976 Quartet (Dortmund) 1976 [en vivo]
- 1976 Solo: Live at Moers Festival
- 1977 Four Compositions (1973)
- 1978 Creative Orchestra (Colonia) 1978
- 1978 For Four Orchestras
- 1978 Alto Saxophone Improvisations (1979)
- 1978 Birth and Rebirth (con Max Roach)
- 1978 NW5-9M4: For Trio
- 1979 Performance (9-1-1979) [live]
- 1979 With Robert Schumann String Quartet
- 1979 Seven Compositions (1978)

### Años 1980
- 1980 For Two Pianos
- 1980 The Coventry Concert [en vivo]
- 1981 Composition No. 96
- 1981 Six Compositions: Quartet
- 1982 Open Aspects (Duo) 1982
- 1982 Four Compositions (Solo, Duo y Trio)
- 1982 Six Duets (1982)
- 1983 Four Compositions (Quartet) 1983
- 1983 Composition No. 113
- 1984 Prag (Quartet-1984) [en vivo]
- 1985 Seven Standards (1985), Vol. 2
- 1985 London (Quartet-1985) [en vivo]
- 1985 Seven Standards (1985), Vol. 1
- 1985 Quartet (London) 1985 [en vivo]
- 1985 Six Compositoins (Quartet) 1984
- 1985 Szabraxtondos (Duo con György Szabados) 1985 Hungría
- 1986 Five Compositions (Cuarteto), 1986
- 1986 Moment Précieux [live]
- 1987 Six Monk's Compositions (1987)
- 1987 ... If My Memory Serves Me Right
- 1988 19 (Solo) Compositions (1988)
- 1988 Victoriaville 1988 [en vivo]
- 1988 2 Compositions (Järvenpää) 1988, Ensemble
- 1988 Kol Nidre
- 1988 The Aggregate
- 1988 London Solo (1988)
- 1989 Eugene (1989)
- 1989 7 Compositions (Trio) 1989
- 1989 Vancouver Duets (1989)
- 1989 2 Compositions (Ensemble) 1989/1991
- 1989 Eight (+3) Tristano Compositions, 1989

### Años 1990
- 1991 8 Duets: Hamburg 1991
- 1991 Duo (Amsterdam) 1991 [en vivo]
- 1991 Composition No. 107 (Excerpt, 1982)/In CDCM
- 1991 Composition No. 98
- 1992 Wesleyan (12 Altosolos) 1992
- 1992 Willisau (Quartet) 1991[Pt. 2] [en vivo]
- 1992 Composition No. 165 (For 18 Instruments)
- 1992 (Victoriaville) 1992 [en vivo]
- 1993 Duets (1993)
- 1993 9 Standards (Quartet) 1993 [en vivo]
- 1993 Trio (London) 1993 [en vivo] (Leo)
- 1993 12 Compositions: Oakland, July 1993
- 1993 Quartet (Santa Cruz) 1993 [en vivo]
- 1993 Charlie Parker Project 1993
- 1993 Duo (Leipzig) 1993
- 1993 Duo (London) 1993
- 1994 Composition No. 174: For Ten Percussionists
- 1994 Small Ensemble Music (Wesleyan) 1994 [en vivo]
- 1994 Duo (Wesleyan) 1994
- 1994 Knitting Factory (Piano/Quartet) 1994, Vol. 2 [en vivo]
- 1995 11 Compositions
- 1995 10 Compositions (Dueto) 1995
- 1995 Performance Quartet
- 1995 Octet (New York) 1995
- 1995 Solo Piano (Standards) 1995
- 1995 Two Lines Lovely Music
- 1995 Knitting Factory (Piano/Quartet) 1994, Vol. 1 [en vivo]
- 1995 4 Compositions (Quartet) 1995
- 1995 Seven Standards 1995
- 1996 Composition No. 192
- 1996 Composition No. 193 [en vivo]
- 1996 Tentet (New York) 1996 [en vivo]
- 1996 Live at Merkin Hall
- 1996 14 Compositions (Traditional) 1996
- 1996 Composition No. 102: For Orchestra & Puppet Theatre
- 1996 Sextet (Estanbul) 1996
- 1996 Composition No. 173
- 1997 Silence/Time Zones
- 1997 Amsterdam 1991 [live]
- 1997 4 Compositions (Quartet) 1995
- 1998 Compositions No. 10 & No. 16 (+101)
- 1999 Duets (1987)
- 1999 4 Compositions (Washington D.C.) 1998

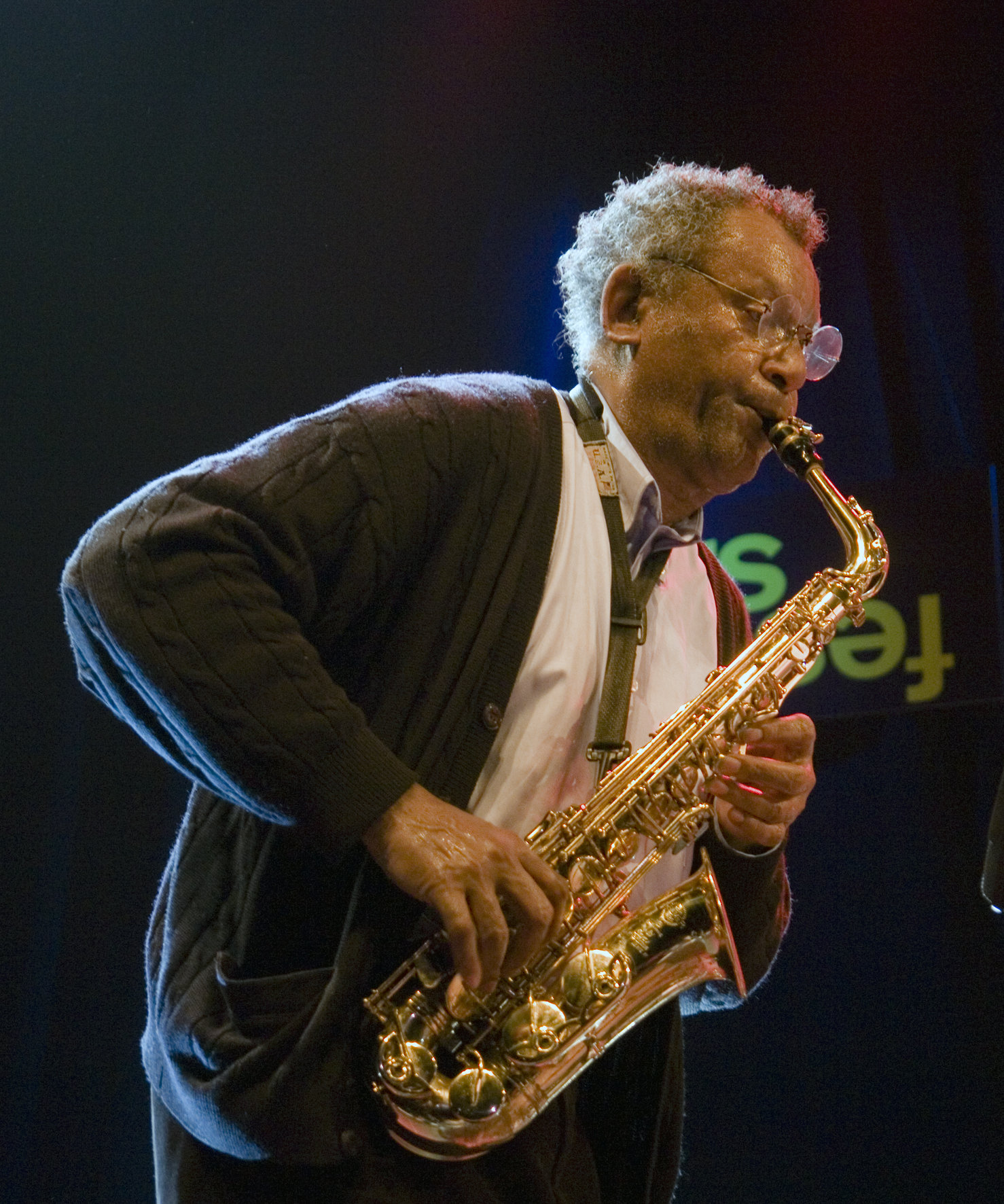
Anthony Braxton en concierto. 2007.

- 1999 Trillium R  [4-CD boxset opera]

### 2000
- 2000 Composition No. 94:
- 2000 Quintet (Basel) 1977 [en vivo]
- 2000 10 Compositions (Quartet) 2000
- 2000 9 Compositions (Hill) 2000
- 2001 Compositions/Improvisations 2000
- 2001 Composition No. 247
- 2001 Composition No. 169 + (186 + 206 + 214)
- 2001 Four Compositions (GTM) 2000
- 2001 8 Compositions (Quintet) 2001
- 2002 This Time
- 2002 Duets [Wesleyan] 2002
- 2002 8 Standards (Wesleyan 2001) [live]
- 2002 Solo (Koln) 1978
- 2002 Ninetet (Yoshi's) 1997, Vol. 1
- 2003 Four Compositions (GTM) 2000
- 2003 Two Compositions (Trio) 1998 [en vivo]
- 2003 Solo (Milano) 1979, Vol. 1 [en vivo]
- 2003 Anthony Braxton [2003]
- 2003 Ninetet (Yoshi's) 1997, Vol. 2 [en vivo]
- 2003 Solo (NYC) 2002 [live]
- 2003 23 Standards (Cuarteto) 2003
- 2003 20 Standards (Cuarteto) 2003
- 2004 Shadow Company (2004)
- 2004 4 Improvisations (Duetos) 2004
- 2005 Quintet (London) 2004 Live at the Royal Festival Hall
- 2006 Compositions 175 & 126 (for Four Vocalists And Constructed Environment) [con The Creative Jazz Orchestra]
- 2006 Sextet (Victoriaville) 2005
- 2006 Black Vomit (con Wolf Eyes)
- 2006 ABCD (NotTwo) con Chris Dahlgren
- 2006 4 Compositions (Ulrichsberg) 2005
- 2007 9 Compositions (Iridium) 2006
- 2007 Duets 1995 (con Joe Fonda) [reissue]
- 2008 Quartet (GTM) 2006
- 2008 4 Improvisations (con Joe Morris) [4cd]

### Para leer
- Entrevista de Tomajazz a Anthony Braxton
- Artículo de Tomajazz

En Inglés
- Anthony Braxton y la Tri-Centric Foundation
- Frog Peak: Anthony Braxton

- Lovely Music: Anthony Braxton
- Discografía
- Yahoo Mailing List Archivado el 12 de enero de 2007 en Wayback Machine.
- Proyecto Cronológico Completo de Anthony Braxton Archivado el 26 de octubre de 2012 en Wayback Machine.

- Interview-excerpt on restructuralism, stylism & traditionalism
- 'The Third Millennial Interview' by Mike Heffley, 2001 (100+ pages)
- Research papers by Anthony Braxton
- : Composite Interview, WKCR, 1993-1995
- Entrevista Para Duo Palindrome (2002) c/ Andrew Cyrille

### Para escuchar
En inglés
- Breakfast Conversation in Concert: Anthony Braxton interviewed by Roland Young, Glen Howell, and Sandy Silver
- Braxton interview concerning the application of his musical language (1985)
- Epitonic.com: Anthony Braxton featuring tracks from 19 Solo Compositions, 1988
- Art of the States: Anthony Braxton Composition No. 186 (1996)
- Video of Braxton playing a Contrabass Saxophone at Iridium Jazz Club
- Leo Records are available from emusic.

- Datos: Q572924
- Multimedia: Anthony Braxton / Q572924